# Vrutci (Užice)
Vrutci (Servisch cyrillisch Врутци) is een plaats in de Servische gemeente Užice. De plaats telt 222 inwoners (2002).